# Bom tấn (giải trí)
Bom tấn (tiếng Anh: blockbuster) là một sản phẩm rất nổi tiếng hoặc gặt hái được nhiều thành công trong lĩnh vực điện ảnh, sân khấu và trò chơi điện tử. Thuật ngữ này ban đầu là một từ lóng dùng trong nhà hát, chỉ một vở kịch đặc biệt thành công, nhưng ngày nay nó được mở rộng sang cả nền công nghiệp điện ảnh, công nghiệp dược và dùng trong nhiều hoàn cảnh khác. Trong điện ảnh, thuật ngữ "bom tấn" dùng để chỉ cả quy mô của cốt truyện lẫn của tác phẩm phim nói chung. Ngoài ra, "bom tấn" còn ám chỉ các loại dược phẩm trị liệu được quảng cáo thành công.